# 近鉄タクシー
近鉄タクシー株式会社（きんてつタクシー）は、近鉄グループホールディングスの中間持株会社、近鉄タクシーホールディングス傘下のタクシー会社。一般のタクシー事業だけでなく、業務用大型タクシー、介護タクシー事業にも着手。近鉄沿線を中心とした西日本各地に営業拠点を展開する近鉄タクシーグループの中心企業である。

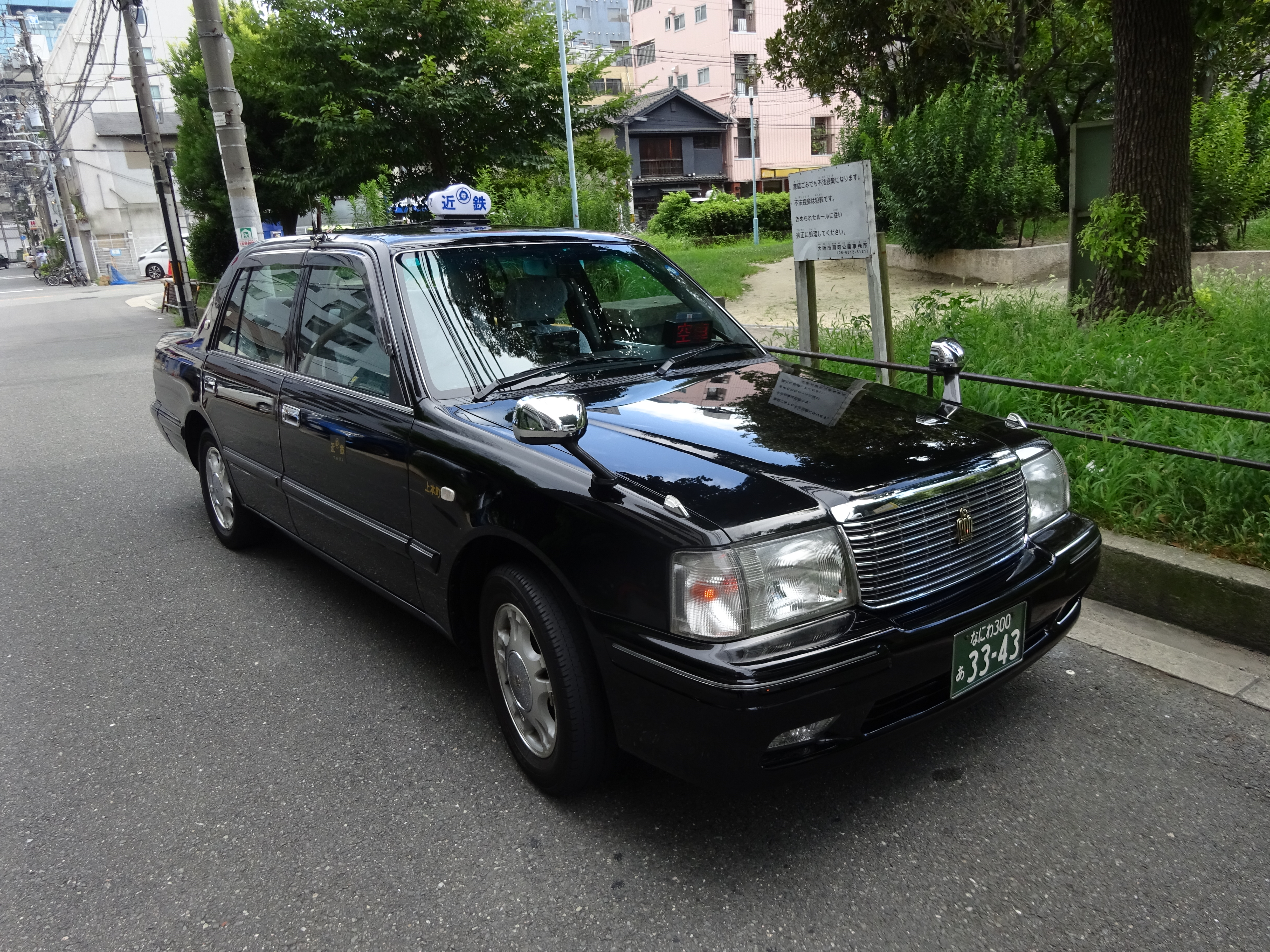
近鉄タクシー

## 営業地域
近鉄タクシーの営業拠点は、大阪市および大阪府下の近鉄沿線に12か所、車輛は約400台である。2007年からは南海高野線・三日市町駅での営業も開始した。 
- 営業・業務拠点
  - 大阪総合営業所（本社内）
    - 玉屋町営業所（大阪市中央区東心斎橋2-5-1）

  - 南大阪総合営業所（羽曳野市西浦1181)
    - 藤井寺営業所（藤井寺駅）
    - 柏原営業所（柏原駅）
    - 国分営業所（河内国分駅）
    - 松原営業所（河内松原駅）
    - 古市営業所（古市駅）

  - 東大阪総合営業所（東大阪市宝持3-10-16）
    - 東大阪営業所（河内小阪駅）
    - 瓢箪山営業所（瓢箪山駅）
    - 山本営業所（河内山本駅）

  - 南河内総合営業所（河内長野市汐の宮31-2）
    - 長野営業所（河内長野駅）
    - 富田林営業所（富田林駅）

  - 今里整備工場（大阪市生野区新今里1-2-19）

## 近鉄タクシーグループ（関連会社）

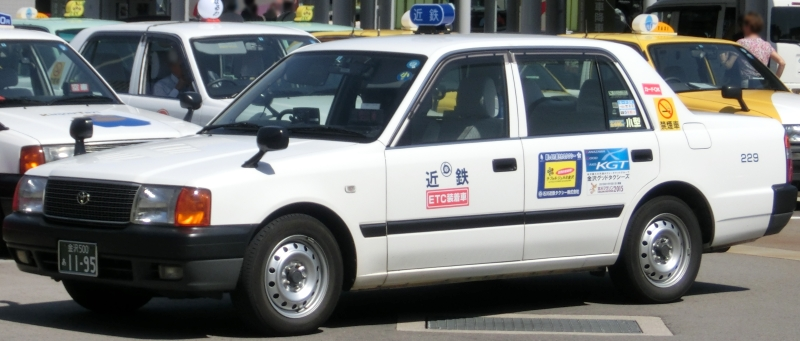
石川近鉄タクシー

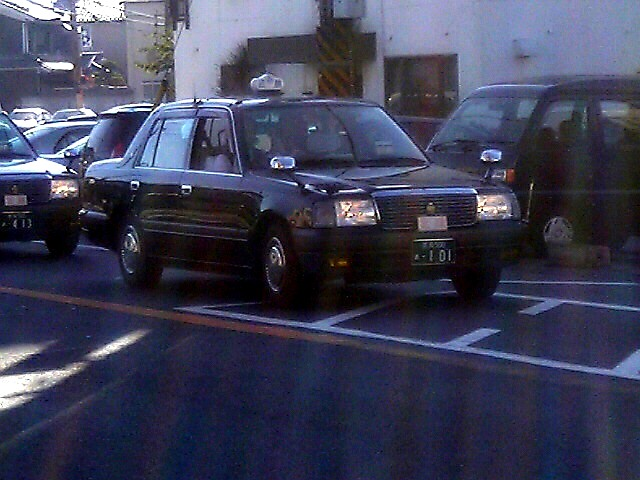
奈良近鉄タクシー

以下の会社は近鉄タクシーホールディングス傘下である。（）内は本社所在地である。
- 石川近鉄タクシー（石川県金沢市北安江2-30-26）
- 名古屋近鉄タクシー（愛知県名古屋市中区栄1-15-3）[注釈 1]
  - 近鉄東美タクシー（岐阜県中津川市太田町2-1-5）[注釈 2]
- 三重近鉄タクシー（三重県四日市市久保田1-2-23）
  - 亀山交通（三重県亀山市南崎町735-16）[注釈 3]
- 岐阜近鉄タクシー（岐阜県大垣市静里町555）
- 愛媛近鉄タクシー（愛媛県松山市宮西2-9-37）
- 北交大和タクシー（福岡県北九州市戸畑区天神1-1-24）[注釈 4]

以下の会社は三重交通グループホールディングス（近鉄グループ傘下）でもある。
- 三交タクシー（三重県四日市市新正3-3-6)

以下の会社は奈良交通グループ（近鉄バスホールディングス傘下）でもある。いずれも奈良県。
- 奈良近鉄タクシー（奈良市大安寺1-3-3）
  - 三都交通（奈良近鉄タクシーに吸収合併）
  - 竜田タクシー（奈良近鉄タクシーに吸収合併）

以下の会社は防長交通グループ（近鉄バスホールディングス傘下）でもある。下記の会社は中小型観光バスも保有する。
- 防長タクシーホールディングス（山口県周南市松保町7-9）
  - 広島近鉄タクシー（広島市南区皆実町2-7-19）
  - 周南近鉄タクシー（周南市東山町1718）※柳井市にも営業所があったが「柳井三和グループ(柳井市)」に譲渡(柳井三和グループは新たに「中央タクシー」を設立)
  - 萩近鉄タクシー（萩市唐樋町11-2）※島根県津和野町にも営業所があったが撤退

### かつてのグループ企業
- 阪南近鉄タクシー（近鉄タクシーに吸収合併）
- 京都近鉄タクシー（ケイテイ株式会社に譲渡）
- 山城近鉄タクシー（ヤサカグループに譲渡）
- 岩国近鉄タクシー(双葉タクシーに譲渡)
- 別府近鉄タクシー（第一交通産業に譲渡）
- 大分近鉄タクシー（同上）
- 大分鶴崎近鉄タクシー（クリスタルに譲渡。さらにシティタクシーグループに移り、現・クリスタルシティタクシー）
- 三交タクシー北部（以下4社を合併し、三交タクシーに改称）
- 三交タクシー中部（三交タクシー北部に吸収合併）
- 三交タクシー南部（同上）
- マルコタクシー（同上）
- 三雲タクシー（同上）
- 吉野近鉄タクシー（奈良近鉄タクシーに吸収合併）
- 奈交宇陀タクシー（奈良近鉄タクシーに吸収合併）

## 備考
- グリーン経営認証を取得している。
- 2020年に大阪タクシーセンターによる「優良事業者認定制度」の認定を受けている。
- 2021年に国交省の「働きやすい職場認証制度」の認定を受けている。
- 2007年11月1日よりタクシー業界では初めてPiTaPaで決済可能なシステムを導入した。同時にNTTDdocomoのiDにも対応した。
- 導入車種はトヨタ・クラウンやJPN TAXIなど多彩な車種をそろえる。[注釈 5]
- 上本町9丁目の本社の近隣には、かつて社団法人だった時代のNHK大阪放送局の演奏所があった（1936年に「馬場町の角」として知られる初代大阪放送会館に移転）。